# خورخي ريكالدي
خورخي ريكالدي (بالإسبانية: Jorge Recalde) مواليد 09 أغسطس 1951 - الوفاة 10 مارس 2001، كان سائق راليات أرجنتيني بدأ مسيرته في سنة 1980. كان أول رالي له هو رالي البرتغال 1980. تسابق في بطولة العالم للراليات. فاز بـ سباق رالي واحد. صعد على المنصة 8 مرات خلال مسيرته.

## فرق مثلها
- أودي
- لانشيا
- ميتسوبيشي

## روابط خارجية
- خورخي ريكالدي على موقع Rallye-info.com (الإنجليزية)
- خورخي ريكالدي على موقع eWRC-results.com (الإنجليزية)